# プルジェロフ - ボフミーン線
プジェロフ - ボフミーン線（チェコ語: Železniční trať Přerov–Bohumín）は、チェコ国鉄の鉄道線の名称である。路線番号は271である。
プラハ・ブルノ・ウィーンと、オストラヴァ・ワルシャワを結ぶ幹線として機能している。
本線の他に、オストラヴァ空港に向かう支線と、ヴェルジョヴィツェ方面に向かう支線があり、いずれも271号線として案内されているが、本頁では本線と空港に向かう支線について取り扱う。ヴェルジョヴィツェに向かう路線についてはストゥデーンカ - ヴェルジョヴィツェ線を参照。

## 歴史

### 路線開業・発展

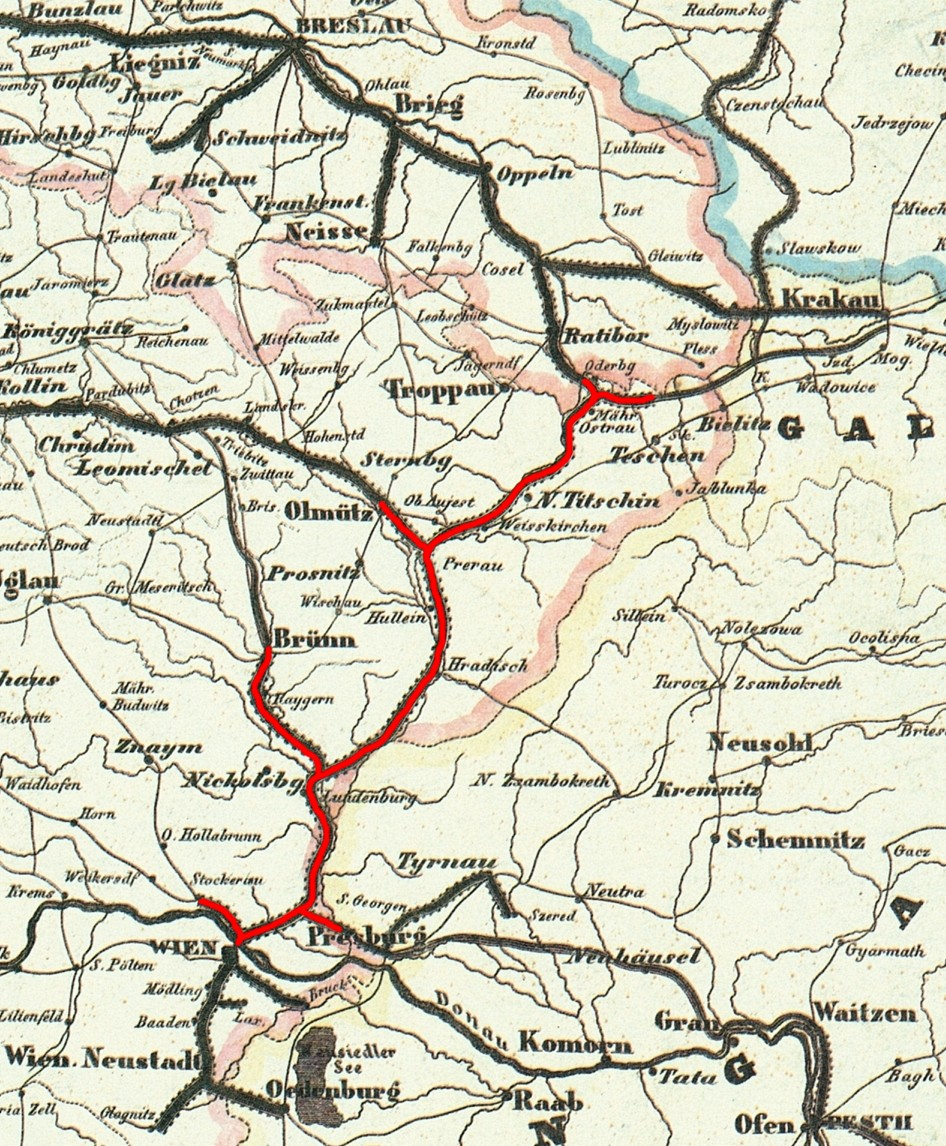
皇帝フェルディナント北部鉄道の路線網（1849年）

1842年8月15日皇帝フェルディナント北部鉄道（k.k. privilegierte Kaiser Ferdinands-Nordbahn, KFNB）はプレーラウ（現在プジェロフ）- ライプニック（現在リプニック）間を開通した。当時、オーストリアは国営鉄道体系を導入して、鉄道管理局（Generaldirection）に技術府など官僚組織が形成した。大規模な鉄道建設計画と国家管理は既存の私設鉄道会社に影響して、北部鉄道は国家の支援で古いクラーカウまでの建設計画を再び実行した。それでオストラヴァ炭鉱とベルリン方面の鉄道連結が実現可能となった。
北部鉄道は1843年12月オーデルベルク（現在ボフミーン）方面の鉄道建設を決定して、1844年のはじめに工事は開始された。ライプニック付近の分水界を通過する問題のため、トンネルが必要であった。機関車の重量増加のため、線路は置き換えられ路盤は強化された。1847年5月1日ライプニック - オーデルベルク間が開通された。
1906年10月31日この路線は他の北部鉄道路線とともにオーストリア帝国鉄道（k.k. Staatsbahnen, kkStB）により引き受けられた。
オーストリア＝ハンガリー帝国の解体以後、チェコスロバキア鉄道（Československé státní dráhy, ČSD）がこの路線を含めて帝国鉄道路線を引き受けた。1939年3月にプジェロフ - モラヴィアのオストラヴァ区間がボヘミア・モラヴィア保護領の区間となって、ボヘミア＝モラヴィア鉄道（Českomoravské drahy–Böhmisch-mährische Bahn, ČMD-BMB）の路線網に組み込まれた。
第二次世界大戦の終戦後、この路線はČSD所属に復帰した。1961年まで電力供給設備がボフミーン - ポーランド国境線間と合わせて備えられた。
1993年1月1日この路線はチェコスロバキアの分離によりチェコ鉄道が引き受けた。
2008年8月8日ユーロシティー列車コメニウス号が、ストゥーパデーンカーシェア市で崩壊した道路向けの高架橋残骸と衝突した。その結果、8人が死亡し95人が負傷を負って、この事故はチェコ共和国の樹立以後最大の鉄道事故となった。2012年12月9日の時刻表変更の際に、列車通行は左側通行に変更された。

### 路線番号の変遷
- 2019年度以前：
270　トルジェボヴァー - ボフミーン、ストゥデーンカ - オストラヴァ空港
325　ストゥデーンカ - ヴェルジョヴィツェ
- 2020年度 - 2024年度：
271　プルジェロフ - ボフミーン、ストゥデーンカ - オストラヴァ空港
325　ストゥデーンカ - ヴェルジョヴィツェ
- 2025年度以降：
280　プルジェロフ - フラニツェ - ストルジェルナー
271　フラニツェ - ボフミーン、ストゥデーンカ - オストラヴァ空港、ストゥデーンカ - ヴェルジョヴィツェ

## 運行形態（国鉄超特急）

### 超特急「スーパーシティ(SC)」
- ペンドリーノ号：　プラハ - オロモウツ - オストラヴァ - ボフミーン
一日4往復の運行。うち1往復（朝の西行と夜の東行）がボフミーン、3往復がオストラヴァ発着となる。プルジェロフ以西は短絡線経由で270号線に直通する。
過去の運行形態
2022年以前は、上記コシチャン号と合わせ、オストラヴァ以西で2時間に1本運行していた。
2023年度以降、一日3往復に減便され、減便された分はインターシティ(IC)が代替する形となった。
2024年度より、一日4往復に増発された。一方、ボフミーンへの直通は2往復から1往復に減便となった。

- オパヴァン号：　プラハ - スヴィノフ - オパヴァ　【週5日運行】
一日あたり、木曜に東行が1本、金・土・日曜に1往復、月曜に西行が1本運行する。プルジェロフ以西は短絡線経由で270号線に、スヴィノフ以東は321号線に直通する。
過去の運行形態
2017年以前は、週6日の運行であった。愛称名は「オパヴァ」であった。
2018年度に、一日1往復（休日1.5往復）の運行となった。
2019年度に、愛称名が「オパヴァン」に変更された。
2023年度に、週4日運行に縮小となった。木曜に東行のみ、金・土曜に1往復、日・月曜に西行のみの運行となり、日曜はスーパーシティ(SC)の種別での運行となった。
2024年度より、日曜のスーパーシティ(SC)がインターシティ(IC)に種別変更となった他、日曜日の東行の列車が新設された。

### 寝台超特急「ユーロナイト(EN)」
下記2系統が運行されている。
- スロヴァキア号：　プラハ - オロモウツ - ボフミーン - ワルシャワ/フメンネー
一日1往復が運行されている。プルジェロフ以西は短絡線経由で270号線と、ボフミーン以東は320号線と直通。なお、ワルシャワ方面の車両は、ボフミーン以東でショパン号に併結される。
2017年以前は、スヴィノフを通過していた。また上下ともプルジェロフに停車していた。クラクフ方面からの車両は、コシツェ→プラハ方面行のみ併結していて、プラハ→クラクフの車両は併結していなかった。クラクフ方面は、ショパン号に併結ではなく、別系統のシレジア号の車両として直通していた。

- ショパン号：　ミュンヘン/ブダペスト - プルジェロフ - ボフミーン - ワルシャワ
一日1往復の運行。プルジェロフ～オストラヴァ間ノンストップで、プルジェロフ、スヴィノフを通過する。プルジェロフ以南は330号線に直通する。ボフミーン以東は320号線を経由してポーランド国鉄93号線に直通する。
過去の運行状況
2015年以前は寝台急行(R)として運行されていた。スヴィノフ、プルジェロフにも停車していた（2017年まで）。ボフミーン以東は320号線を経由してポーランド国鉄93号線に直通していた。
2015年末に、種別がユーロナイト(EN)に変更となった。
2016年末に、コシツェ方面の車両の連結を開始した。当時は、通年連結で、ボフミーン以東の連結先がスロバキア号であった。コシツェ方面の車両は320号線に直通していた。
2017年末に、コシツェ方面の車両の連結が、多客期のみに変更された。
2018年末に、種別がナイトジェット(NJ)に変更となり、愛称名もナイトジェットに変更した。ベルリン方面の車両を連結する様になった一方、コシツェ方面の車両を再び連結しなくなった。ベルリン方面の車両のみ、ボフミーン以東はポーランド国鉄151号線に直通となった。
2019年末に、ワルシャワ方面の車両もポーランド国鉄151号線経由でワルシャワに乗り入れる様になった。
2024年度より、種別がユーロナイト(EN)に変更され、愛称名も再びショパン号となった。ベルリン方面の車両の併結を取りやめ、再び320号線経由となった。

- 過去の運行種別
ヴルタヴァ号：　ヘブ/プラハ - オロモウツ - オストラヴァ - モスクワ/サンクトペテルブルク
週3往復（夏季は週2往復）運行していた。プルジェロフ以西は短絡線経由で270号線と、ボフミーン以東は320号線を経由してポーランド国鉄93号線と直通していたが、2016年末の改正で週1往復に減便された他、チェコ国内はエクスプレス(Ex)に併結される様になった。
2018年末に新種別「ナイトジェット」に種別変更となった。
ボヘミア号：　プラハ - ボフミーン - コシツェ
2015年以前は寝台急行(R)として運行されていた。通年一日1往復の運行であった。プラハ方面行のみ停車駅が多く、ストゥデーンカ、スフドル、フラニツェにも停車していた。プラハ→フメンネー方面のみ、クラクフ方面の車両も連結していて、ボフミーン以東はポーランド国鉄93号線と直通していた。
2016年度以降、ユーロナイト(EN)に格上げされた。
2017年度に限り、上下ともオロモウツ - スヴィノフ間ノンストップであった。
2017年末より、多客期限定の季節運行となった。
2019年末に休止。

### 超特急「インターシティ(IC)」
下記4系統が運行されている。
- オストラヴァン号：　プラハ - スヴィノフ - ボフミーン
一日3往復（土曜・休日2.5往復）運行されている。スーパーシティ(SC)と合わせて、2時間に1本の運行となっている。プルジェロフ以西は短絡線経由で270号線に直通する。平日は一日1往復、土曜は西行1本、日曜は東行1本に限り、フラニツェに停車する。
過去の運行状況
2017年末に、寝台特急ボヘミア号運行日を除き、プラハ - オストラヴァ間に一日1往復の運行を開始した。上下ともトルジェボヴァーに停車する他、プラハ方面に限り、ストゥデーンカ、スフドル、フラニツェにも停車していた。寝台特急ボヘミア号の季節運行化に伴い、以前のエクスプレス(Ex)一往復を格上げし、運休日を補完するダイヤで、運行を開始したものである。
2018年末に、ボフミーン行はエクスプレス(Ex)の種別に変更となり、プラハ行はレギオジェット(RJ)に代替され、季節運行の1往復のみの運行となった。
2019年末に、エクスプレス(Ex)からの移管で、定期列車が一日1往復（休日は東行片道1本）増発された。なお、この列車のボフミーン行は、2018年末にICからExに格下げされた列車が、ICに復帰したものである。西行は、フラニツェ停車であった。
2020年末に、毎日一日1往復の運行となり、季節運行の1往復が休止となった。
2023年度に、スーパーシティ(SC)の一部を代替する形で、オストラヴァ発着便とボフミーン発着便が一日1往復ずつ増発され、一日3往復となった。
2024年度より、ボフミーン以西で一日2.5往復（土曜2往復、休日1-3往復）に減便となった。フラニツェ停車は、一日1往復（ただし土曜は西行、日曜は東行のみ）に拡大した。5月22日より、一日1往復が増発された。
2025年度より、一日3往復（土曜・休日2.5往復）に変更となった。

- オストラヴァン号：　プラハ～オロモウツ～ボフミーン～ナーヴシー
一日1往復運行されている。ボフミーン以東は320号線に直通する。フラニツェ、スフドルとストゥーデンカにも停車する。
過去の運行状況
2021年以前は、エクスプレス(Ex)として運行していた。

- ヴァラシスキー・エクスプレス号：　プラハ～オロモウツ～フラニツェ～フセチーン
一日1往復運行されている。プルジェロフ以西は短絡線経由で270号線に、フラニツェ以東は280号線に直通する。リプニークとフラニツェにも停車する。
2017-21年度はエクスプレス(Ex)として運行していた。2022年度以前は一日2往復運行していた。

- 過去の運転系統
ヴラヂスラフ・ヴァンチュラ号：　プラハ - スヴィノフ - オパヴァ/コシツェ
2016年度に運行していた。現在のユーロシティ「ロハーチェ」号の前身。
シレジア号：　スヴィノフ - オストラヴァ - ワルシャワ
2018年以前は、ユーロシティ(EC)の種別で一日1往復運行していた。土曜または日曜に週1日運休していた。オストラヴァ以北は、ボフミーンを経由せずにポーランド国鉄151号線と直通していた。愛称名は「コメニウス」であった。
2019年度より、「ヴァルソヴィア」に愛称名が変更された。
2020年度よりインターシティ(IC)に種別変更され、毎日運行となった。愛称名は「シロンスク」に変更された。
2025年度より、運行区間がボフミーン以北に短縮され、271号線を経由しなくなった。ただし北行に限り、特急(R)キスチャン号に併結される形で、スヴィノフ始発となっている。

### 超特急「ユーロシティ(EC)」
概ね、下記4系統に分かれている。
- コシチャン号：　プラハ - オロモウツ - ボフミーン - コシツェ
一日1往復の運行。プルジェロフ以西は短絡線経由で270号線に直通する。320号線と直通し、フラニツェとボフミーンを通過する。
過去の運行形態
2024年度以前はスーパーシティの種別で、「ペンドリーノ・コシチャン」号として運行していた。2017,8年のコシツェ方面行に限り、オストラヴァから321号線に直通していた。

- モラヴィア号：　ウィーン～プルジェロフ～ボフミーン～カトヴィツェ
- バートホリ号：　ブダペスト～プルジェロフ～ボフミーン～ワルシャワ/クラクフ　　※ボフミーンで分割。クラクフ方面の車両はクラコヴィア号に連結される
- ソビェスキ号：　ウィーン～プルジェロフ～ボフミーン～グディニャ
- ポロニア号：　ウィーン～プルジェロフ～ボフミーン～ワルシャワ
- ポルタ・モラヴィツァ号：　グラーツ - プルジェロフ - ボフミーン - プシェミシル
- ダヌビウス号：　ウィーン - プルジェロフ - ボフミーン - ヴロツワフ/クラクフ　　※ボフミーンで分割
一日6往復、エクスプレス(Ex)と合わせて2-3時間間隔の運行。プルジェロフに停車し、プルジェロフ以西は330号線に直通する。ボフミーン以北は、ほとんどがポーランド国鉄151号線と直通するが、ダヌビウス号のみポーランド国鉄93号線を経由する。
過去の運行状況
2015年以前は、一日2往復（ソビェスキ号とポロニア号）、6時間間隔での運行であり、ブダペストには直通していなかった。全列車がポーランド国鉄93号線と直通していた。一方で、ブルジェツラフ - ボフミーン間にエクスプレス(Ex)が一日3往復運行していた。
2015年末に、ブダペスト発着列車が設定され、一日あたりユーロシティ(EC)3往復、エクスプレス(Ex)2往復の運行となった。また、ブダペスト発着列車は、セルビア・ブルガリア・ベラルーシ・ロシアへ直通する車両を連結していた。エクスプレスは、ブルジェツラフ発着便が「スレザン」号を名乗っていた他、ウィーン - ボフミーン（週1日のみモスクワ/サンクトペテルブルク、ボフミーン以東はヴルタヴァ号に連結）の「モラヴィア」号が一日1往復あり、計2往復となっていた。
2016年末に、セルビア・ブルガリア・ベラルーシ・ロシアへの直通車両を連結しなくなった。
2017年末に、モラヴィア号をカトヴィツェ延伸の上をExからECに格上げし、ユーロシティ(EC)4往復、エクスプレス(Ex)1往復となった。ポーランド国鉄93号線直通が3往復、ポーランド国鉄151号線直通が1往復（ブダペスト発着列車）であった。
2018年末に、バートホリ号が多層建て列車となり、ボフミーンで分割、クラクフ方面の車両がポーランド国鉄93号線直通となった。また、モラヴィア号がポーランド国鉄151号線直通に変更された。また2019年の春・夏・秋限定で、ソビェスキ号はクラクフ方面行の車両を連結していた。スレザン号は「ヘルフシティーン」号に改称された[6]。
2019年末に、ヘルフシティーン号をExからEC「ポルタ・モラヴィツァ」号に格上げの上プシェミシルまで延伸し、ユーロシティ(EC)のみ一日5往復の運行となった。ソビェスキ号がポーランド国鉄151号線直通に変更された。
2020年末に、ポロニア号もポーランド国鉄151号線直通に変更され、全てポーランド国鉄151号線経由に統一された。
2023年度に限り、ポロニア号がポーランド国鉄93号線経由となった。
2024年度より、ポーランド国鉄93号線経由のダヌビウス号が新設され、一日6往復となった。

- シレジア号：　プラハ - オロモウツ - ボフミーン - ワルシャワ
一日2往復の運行。クラコヴィア号、オストラヴァン号（種別はIC,EC）と合わせて2時間毎のパターンダイヤが組まれている。プルジェロフ以西は短絡線経由で270号線に直通する。ボフミーン以東はポーランド国鉄151号線と直通する。
過去の運行状況
2017年以前は食堂車を連結していて、種別もユーロシティ(EC)となっていた。ボフミーン以東320号線経由でポーランド国鉄93号線に直通していた他、モスクワ方面の車両はジリナ発着のエクスプレス(Ex)に連結されていた。
2017年末に、うち1往復がエクスプレス(Ex)に格下げされた。エクスプレス(Ex)は週1日に限りモスクワ方面の車両を連結する様になり、ボフミーンで分割していた。
2018年末に、ポーランド国鉄151号線経由でワルシャワに直通する様になった。また、愛称名は「ヴァルソヴィア」であった。
2019年末に、現在の愛称名となる。また、モスクワ方面の車両を連結しなくなった。
2021年末に、2往復とも再びユーロシティ(EC)に戻された。

- クラコヴィア号：　プラハ - オロモウツ - ボフミーン - モスクワ/クラクフ
一日1往復の運行。ヴァルソヴィア号、オストラヴァン号（種別はEx,EC）と合わせて2時間毎のパターンダイヤが組まれている。プルジェロフ以西は短絡線経由で270号線に直通する。ボフミーン以東は320号線を経由してポーランド国鉄93号線と直通し、モスクワ方面の車両はバートホリ号に連結される。
2019年以前は、モスクワ方面の車両を連結していなかった。また、2020,22,23年度に限り、ボフミーン以東ポーランド国鉄151号線と直通していた。

- オストラヴァン号：　プラハ - オロモウツ - ボフミーン - ジリナ
一日3往復の運行。ヴァルソヴィア号、クラコヴィア号、およびインターシティ(IC)と合わせて2時間毎のパターンダイヤが組まれている。プルジェロフ以西は短絡線経由で270号線に直通する。ボフミーン以東は320号線と直通する。
過去の運行状況
2016年以前は2時間に1本運行していた。
2016年末に、一日1往復を除き、大部分がエクスプレス(Ex)に格下げされた。
2017年末に、エクスプレス(Ex)が一日3往復の運行となった。
2018年末に、エクスプレス(Ex)のうち1往復をユーロシティ(EC)に格上げした他、インターシティ(IC)のボフミーン行深夜便片道1本をエクスプレス(Ex)格下げし、エクスプレス(Ex)が一日2.5往復、ユーロシティ(EC)が一日1往復の運行となった。
2019年末に、ユーロシティ(EC)1往復がExに格下げされ、ボフミーン行深夜便がインターシティ(IC)に再び格上げとなり、エクスプレス(Ex)が一日3往復、ユーロシティ(EC)が一日1往復の運行に戻った。
2021年末に、エクスプレス(Ex)のうち2往復がユーロシティ(EC)に、1往復がインターシティ(IC)に格上げされ、現在の運行体系となった。

- ヴァラシスキー・エクスプレス号：　プラハ～オロモウツ～フラニツェ～ジリナ
2時間に1本運行されている。プルジェロフ以西は短絡線経由で270号線に、フラニツェ以東は280号線に直通する。リプニークにも停車する。なお、2017-21年度はエクスプレス(Ex)として運行されていた。

- 過去の運転系統
ロハーチェ号：　プラハ - スヴィノフ - オパヴァ/コシツェ
週1往復の運行で、スーパーシティ(SC)級の停車駅で運行していた。プルジェロフ以西は短絡線経由で270号線に直通していた。オパヴァ発着の車両とコシツェ発着の車両はスヴィノフで併結・切り離しを行い、前者はインターシティ「ヴラヂスラフ・ヴァンチュラ」号として321号線に、後者は320号線に直通していた。
なお、2016年度は、270号線内で「ヴラヂスラフ・ヴァンチュラ」号として運行していた。2015年以前は、ほぼ同じダイヤでユーロシティ「コシツァン」号が、プラハ - コシツェ間に運行されていた。
2018年末に休止。

## 運行形態（私鉄超特急）

### 超特急「LEOエクスプレス(LE)」
リフリーク(R)並の停車駅で運行される。下記2系統が運行し、合わせて1-3時間間隔、平均2時間間隔の運行となっている。
- プラハ - オロモウツ - ボフミーン - クラクフ
週2往復の運行。ボフミーン以東は320号線を経由してポーランド国鉄93号線と直通する。
過去の運行形態
2019年末に週2往復の運行を開始した。
2020年末にポーランド国鉄151号線経由に変更となった。
2024年度より再びポーランド国鉄93号線経由となった。
2025年度より、一日1往復に増発された。

- プラハ - オロモウツ - ボフミーン（一部は320号線のコシツェ方面へ直通）
一日8往復の運行。平均2時間間隔で運行する。
2018年度に限り、一日5往復、平均3時間間隔での運行であった。2019年度は一日7往復、2020年度以降一日6往復運行だが、2021年度に限り1往復がスヴィノフ止まりであった。2024年度より一日8往復となった。

### 超特急「レギオジェット(RJ)」
- プラハ - フラニツェ - オストラヴァ - ハヴィールジョフ/ナーフシー/ズヴォレン/コシツェ
2時間に1本運行されている。オストラヴァ以南は323号線に直通する。また、ボフミーン発着や、330号線と直通する系統もある。2015年以前は、大部分がインターシティ(IC)、一部の国際路線がユーロシティ(EC)として運行されていた。

- プラハ - フラニツェ - スヴィノフ - オパヴァ
一日1往復の運行。スヴィノフ以北は321号線に直通する。2017年末に運行を開始した。

- プラハ - フラニツェ - オストラヴァ - プシェミシル
一日1往復の運行。ボフミーン以東は320号線を経由してポーランド国鉄93号線に直通する。フラニツェとボフミーンを通過する。
過去の運行形態
2022年3月にウクライナ - チェコ間の人道輸送目的で運行を開始し、6月より営業運転に切り替えられた[7]。当初はポーランド国鉄151号線経由で、ボフミーンにも停車していた。
2024年度より、93号線経由の現在のルートとなった。
2025年度より、ボフミーン通過となった。

## 運行形態（特急）

### 特急「リフリーク(R)」
下記2系統が運行されている。
- レギオジェット号：　ブルノ～プルジェロフ～ボフミーン　　※レギオジェット社による運行
1時間に1本の運行。プルジェロフ以西は300号線に直通する。
2019年以前はチェコ鉄道による運行で、「スレザン」号を名乗ってた。また、1-2時間に1本の運行であった。

- キスチャン号：　スヴィノフ - ボフミーン - バンスカー・ビストリツァ
一日5往復の運行。ボフミーン以東は320号線に直通する。
2020年以前は「ファトラ」号を、2021,22年度は「ファトラン」号を名乗っていた。また2022年以前は一日4往復の運行であった。

- 休止中の運行系統
  - フクヴァルディ号：　プラハ/オロモウツ - ボフミーン
2017年以前、週1往復がエクスプレス(Ex)、週5往復がリフリーク(R)の種別で運行していた。リフリーク(R)は、オロモウツ方面は土日、ボフミーン方面は日月運休であった。プルジェロフ以西は短絡線経由で270号線に直通していた。
2018年度に、エクスプレス(Ex)がリフリーク(R)に統合され、週6往復の運行となった。
2023年度以降休止。
  - ニース～ボフミーン～モスクワ
夜行列車で、週1往復の運行。途中、ボフミーンのみに停車し、オストラヴァを通過する唯一の定期列車となっている。
2020年3月以降休止されている。[8]

## 運行形態（快速、普通）

### 快速「スピェシニー(Sp)」
下記3系統が運行されている。他、短区間であるが、321号線の快速が、スヴィノフ～オストラヴァ間に2時間間隔で乗り入れている。
- オロモウツ - フラニツェ - ストルジェルナー/ホルニー・リデチ　【平日運行】
夏季を除く平日、一日1往復の運行。フラニツェ以南は280号線に直通する。
2022年以前は、夏季を除く平日、一日2.5往復運行していた。

- プルジェロフ → フラニツェ → フセチーン　【土曜運行】
一日あたり、片道1本のみの運行。フラニツェ以南は280号線に直通する。
2020年末に運行を開始した。当初は土曜・休日の運行であったが、2023年度以降土曜日のみの運行となっている。

- ヴェルジョヴィツェ - オストラヴァ本駅 - オストラヴァ中央駅
1-2時間に1本の運行。下記の空港経由の列車と合わせて、1時間に1本の運行となる。オストラヴァ本駅以東は323号線に直通する。
過去の運行形態
2019年末に、シトランベルク - ストゥデーンカ - オストラヴァ本駅間に運行を開始した。当初は一日あたり、平日4往復、土曜東行1本、休日西行1本の運行で、イステブニークは全列車通過していた。
2023年度に平日7往復、土曜・休日2.5往復に増発され、半数以上がイステブニーク停車となった。
2024年度より、土曜・休日の本数が一日2.5往復から3往復に増発された。
2025年度より、1-2時間に1本の運行に増発され、ヴェルショヴィツェ - オストラヴァ中央駅間の運行となった。イステブニークは全列車停車となった。

- ヴェルジョヴィツェ - オストラヴァ空港 - オストラヴァ本駅 - オストラヴァ中央駅
一日あたり、平日1往復、休日3往復の運行。夏季は増発される。オストラヴァ本駅以東は323号線に直通する。オストラヴァ空港以南は普通列車として運行する。
2025年度より運行を開始した。

- ヴェルジョヴィツェ - オストラヴァ空港 - ボフミーン
一日1往復の運行。ただし休日の東行は空港始発となる。オスラトアヴァ空港以南は普通列車として運行する。
2025年度より運行を開始した。

- 過去の運行系統
  - オパヴァ → スヴィノフ → ボフミーン　【平日運行】
2019年度から2022年度にかけて、一日あたり、片道1本のみ運行していた。スヴィノフ以西は321号線から直通していた。

### 普通(271号線)
- プルジェロフ～フラニツェ・ナ・モラヴェ～フセチーン
2時間に1本の運行。フラニツェ以東は280号線に直通する。

- フラニツェ・ナ・モラヴェ - ストゥデーンカ
2-4時間に1本の運行。オストラヴァまで運行する列車もある。
2016年以前は、プルジェロフ方面へ直通する便も多数運行していた。2024年度以前は2時間に1本の運行であった他、日中の大部分がスフドル以西の運行であった。

- フラニツェ・ナ・モラヴェ - スフドル・ナド・オドロウ - オストラヴァ、ボフミーン
一日あたり、平日2往復、休日5.5往復の運行。一部はオストラヴァ本駅やスヴィノフ以西の運行である他、フラニツェへも半数程度が直通する。マリアーンスケー・ホリを含む各駅に停車する。マリアーンスケー・ホリを含む各駅に停車する。
過去の運行形態
2015年度以前は、320号線直通列車が多かったので、271号線内のみを走る列車は本数が少なかった。
2016年度より、スフドル - オストラヴァ本駅間で2-4時間に1本の運行となった。
2017年度より、スヴィノフまで運行区間が短縮された。
2023年度より、大部分がポランカ通過となった。
2025年度より、一日あたり平日2往復、休日5.5往復の運行となった。

- フラニツェ・ナ・モラヴェ - スフドル・ナド・オドロウ - ボフミーン - ペトロヴィツェ・ウ・カルヴィネー
一日あたり、平日2.5往復、休日西行1本の運行。ボフミーン以東は320号線に直通する。うち平日1往復はスフドル以東のみの運行となる。
過去の運行形態
2015年度以前は、2-4時間に1本の運行となった。
2016年度より、現在同様、わずかな本数となった。

- フラニツェ・ナ・モラヴェ → オストラヴァ本駅 → オストラヴァ中央駅　【平日運行】
平日限定で、一日片道1本の運行。オストラヴァ本駅以東は323号線に直通する。マリアーンスケー・ホリを含む各駅に停車する。

- オストラヴァ空港 - ボフミーン
平日は一日1.5往復、休日は一日1往復の運行。マリアーンスケー・ホリに停車し、西行に限りポランカを通過する。
過去の運行形態
2019年以前は、320号線直通列車と合わせて、一日8往復の運行であった。また夏季は増発され、2時間に1本運行していた。ポランカは停車していた。
2020年度より、一日5往復（うち1.5往復は320号線直通）に減便となった。
2023年度より、夏季の増発列車が減少し、一日1往復のみとなった。
2025年度より、一日あたり平日1.5往復、休日1往復（320号線直通を除く）に減便となった。西行はポランカ通過となった。

- オストラヴァ空港 - ボフミーン - ペトロヴィツェ　【平日運行】
平日限定で、一日1.5往復の運行。ボフミーン以東は320号線に直通する。
2024年度以前は休日も運行していた。

- オストラヴァ空港 - ボフミーン - ペトロヴィツェ　【平日運行】
平日限定で、一日1.5往復の運行。ボフミーン以東は320号線に直通する。
2024年度以前は休日も運行していた。

- シトランベルク → オストラヴァ本駅 → オストラヴァ中央駅　【土曜・休日運行】
休日限定で、一日片道1本の運行。オストラヴァ本駅以東は323号線に直通する。ポランカとマリアーンスケー・ホリを通過する。
2025年度より運行を開始した。

- オストラヴァ・スヴィノフ - ボフミーン - モスティ・ウ・ヤブルンコヴァ
1時間に1本の運行。ボフミーン以東は320号線に直通する。
なお、2015年以前はストゥデーンカ・プルジェロフ方面へ直通していた。2016年度はオストラヴァ本駅発着であった。2022年以前は、マリアーンスケー・ホリにも停車していた。

## 過去の運行種別
- 超特急「エクスプレス(Ex)」
  - ヘルフシティーン号：　ブルジェツラフ～プルジェロフ～ボフミーン
2015年以前は一日3往復運行していた。ウィーン～ワルシャワのユーロシティ(EC)と合わせて平均3時間に1本の運行となっていた。ユーロシティ(EC)相当の停車駅であった。
2016,17年度は一日2往復の運行となった。ブルジェツラフ発着便が「スレザン」号を名乗っていた他、ウィーン - ボフミーン（週1日のみモスクワ/サンクトペテルブルク、ボフミーン以東はヴルタヴァ号に連結）の「モラヴィア」号が一日1往復あり、計2往復となっていた。
2017年末に、モラヴィア号がカトヴィツェ延伸とともにユーロシティ(EC)に格上げされ、一日1往復となった。
2018年末に、愛称名が「ヘルフシティーン」となった。スレザンはブルノ発着のリフリーク(R)の愛称となった。
2019年末に、残った1往復もプシェミシル直通となりユーロシティ(EC)に格上げされ、休止。

## 臨時列車

### プラハ - オストラヴァ直通
- 鉄道の祝日号（超特急スーパーシティ） 
年1日、プラハ - トルジェボヴァー - ボフミーン間に、一日1往復の運行。トルジェボヴァー以西は010号線に直通する。271号線内は、スヴィノフ、オストラヴァに停車する。2017年運行。

- レトロ・オストラヴァン号（超特急エクスプレス） 
旧型列車。年3日、プラハ - トルジェボヴァー - オストラヴァ - ボフミーンまたはオストラヴァ中央間に、一日1往復の運行。トルジェボヴァー以西は010号線に直通する。停車駅は超特急スーパーシティと同じ。年2日はボフミーン発着だが、年1日に限り323号線に直通し、オストラヴァ中央駅発着となる。2017年運行。

- NATOの日号（超特急レイルジェット） 
年2日、プラハ - トルジェボヴァー - ストゥデーンカ - オストラヴァ空港間に、一日1往復の運行。トルジェボヴァー以西は010号線に直通する。271号線内はストゥデーンカのみに停車する。毎年運行している。

- ヤン・カシパル号（超特急エクスプレス） 
年3日、プラハ → トルジェボヴァー → ボフミーン間に、一日片道1本の運行。トルジェボヴァー以西は010号線から直通する。途中、スヴィノフ、オストラヴァに停車する。2017年運行。

### 270号線（主にオロモウツ発着）
- ロジノフの蒸気機関車（普通）
蒸気機関車。年1日、オロモウツ - フラニツェ - ロジノフ間に、一日1往復の運行。フラニツェ以東は280号線に直通する。途中、グリゴフ、ブロデク、リプニークに停車する。2017年運行。

### 271号線（オロモウツ・ブルノ - オストラヴァ）
- NATOの日号（特急） 
年2日、オロモウツ - ストゥデーンカ - オストラヴァ空港間に、一日1往復の運行。通常の特急の停車駅に加え、リプニークにも停車する。毎年運行している。
2021年以前は超特急(Ex)の種別で運行していた。

- 鉄道の祝日関連列車（特急） 
旧型車両。年2日、ブルノ - プルジェロフ - ボフミーン間に、一日1往復の運行。プルジェロフ以西は300号線に直通する。停車駅は通常の特急と同じ。2017年運行。

- NATOの日号（特急） 
年2日、ブルノ - プルジェロフ - ストゥデーンカ - オストラヴァ空港間に、一日1往復の運行。プルジェロフ以西は300号線に直通する。停車駅は通常の特急と同じで、セドルニツェは通過する。毎年運行している。

### 271号線（オストラヴァ近郊）
- NATOの日号（普通） 
年2日、オストラヴァ空港 - スヴィノフ間に、一日8往復の運行。途中、ストゥデーンカのみに停車する。一日1.5往復に限りボフミーンまで乗り入れ（マリアーンスケー・ホリは通過）、1往復に限り321号線のオパヴァまで乗り入れる。毎年運行している。

- 鉄道の祝日関連ＳＬ（快速）
蒸気機関車。年1日、ボフミーン → オストラヴァ本駅 → オストラヴァ中央 → スヴィノフ →ボフミーン間に一日6本、1時間間隔で運行する。オストラヴァ本駅 - オストラヴァ中央 - スヴィノフ間は、323号線と321号線を経由する。途中、マリアーンスケー・ホリを通過する。2017年運行。

- オストラヴァの色（普通）
年4日、オストラヴァ中央 → オストラヴァ本駅 → スヴィノフ → オパヴァ間に、一日片道1本の運行。オストラヴァ本駅以東は323号線から直通し、スヴィノフ以西は321号線に直通する。途中、マリアーンスケー・ホリを通過する。2017年運行。

- 鉄道の祝日関連気動車（快速）
旧型気動車。年1日、オストラヴァ本駅 - ボフミーン間に一日4往復、2時間間隔で運行する。2017年運行。

- ブヂショフ・ナド・ブヂショフコウ - スフドル - オストラヴァ - ボフミーン（快速）
春に年1往復のみの運行。停車駅は特急と同じ。スフドル以西は276号線に直通する。
2020年以降運行しているが、2024年度以前はオストラヴァ中央駅発着で、オストラヴァ以東は323号線に直通していた。

## 駅一覧
以下では、チェコ国鉄270号線の駅と営業キロ、停車列車、接続路線などを一覧表で示す。

### 271号線本線（チェスカー・トルジェボヴァー - プルジェロフ - ボフミーン）
- 種別
  - SC：超特急「レイルジェット」
  - AEx：超特急「アリヴァ・エクスプレス」
  - LE：超特急「LEOエクスプレス」
  - EN：寝台特急「ユーロナイト」
  - IC：超特急「インターシティ」
  - EC：超特急「ユーロシティ」
  - RJ：超特急「レギオジェット」
  - Rx：特急「特別リフリーク」
  - R：特急
  - Sp：快速
  - Os：普通
- 停車駅
  - ■印：全列車停車
  - ●印：一部通過
  - ○印：一部停車
  - ｜印：全列車通過

| 路線名 | 駅名                                   | 駅間営業キロ | 累計営業キロ         | 累計営業キロ       | SC | LE | EN | IC | EC | RJ | R  | Sp | Os | 接続路線 | 所在地                 | 所在地               |
| ------ | -------------------------------------- | ------------ | -------------------- | ------------------ | -- | -- | -- | -- | -- | -- | -- | -- | -- | --- | ---------------------- | -------------------- |
| 280    | プルジェロフ駅                         | -            | プルジェロフから 0.0 | ウィーンから 183.5 | ｜ | ■  | ｜ | ｜ | ○  | ○  | ●  | ｜ | ■  | 270号線（プラハ方面） 300号線（ヴィシコフ方面）、330号線（ブルジェツラフ方面）                                      | オロモウツ州           | プルジェロフ郡       |
| 280    | プロセニツェ駅                         | 7.9          | 7.9                  | 191.4              | ｜ | ｜ | ｜ | ｜ | ｜ | ｜ | ｜ | ｜ | ■  | | オロモウツ州           | プルジェロフ郡       |
| 280    | オセク・ナド・ベチヴォウ駅             | 3.3          | 11.2                 | 194.7              | ｜ | ｜ | ｜ | ｜ | ｜ | ｜ | ｜ | ｜ | ■  | | オロモウツ州           | プルジェロフ郡       |
| 280    | リプニーク・ナド・ベチヴォウ駅         | 3.9          | 15.1                 | 198.6              | ｜ | ｜ | ｜ | ○  | ○  | ｜ | ｜ | ■  | ■  | | オロモウツ州           | プルジェロフ郡       |
| 280    | ドラホトゥシェ駅                       | 8.5          | 23.6                 | 207.1              | ｜ | ｜ | ｜ | ｜ | ｜ | ｜ | ｜ | ｜ | ■  | | オロモウツ州           | プルジェロフ郡       |
| 271    | フラニツェ・ナ・モラヴェ駅             | 4.7          | 28.3                 | 211.8              | ｜ | ■  | ｜ | ○  | ●  | ●  | ●  | ■  | ■  | 280号線（ジリナ方面）                                                                                               | オロモウツ州           | プルジェロフ郡       |
| 271    | ビェロチーン駅                         | 5.8          | 34.1                 | 217.6              | ｜ | ｜ | ｜ | ｜ | ｜ | ｜ | ｜ |    | ■  | | オロモウツ州           | プルジェロフ郡       |
| 271    | ポロム駅                               | 4.2          | 38.3                 | 221.8              | ｜ | ｜ | ｜ | ｜ | ｜ | ｜ | ｜ |    | ■  | | オロモウツ州           | プルジェロフ郡       |
| 271    | イェセニーク・ナド・オドロウ駅         | 6.8          | 45.1                 | 228.6              | ｜ | ｜ | ｜ | ｜ | ｜ | ｜ | ｜ |    | ■  | | モラヴィア・スレスコ州 | ノヴィー・イチーン郡 |
| 271    | スフドル・ナド・オドロウ駅             | 4.1          | 49.2                 | 232.7              | ｜ | ■  | ｜ | ○  | ｜ | ｜ | ●  |    | ■  | 276号線（ブヂショフ方面） 277号線（フルネク方面） 278号線（ノヴィー・イチーン方面）                                 | モラヴィア・スレスコ州 | ノヴィー・イチーン郡 |
| 271    | フラトケー・ジヴォチツェ駅             | 5.2          | 54.4                 | 237.9              | ｜ | ｜ | ｜ | ｜ | ｜ | ｜ | ｜ |    | ■  | | モラヴィア・スレスコ州 | ノヴィー・イチーン郡 |
| 271    | ストゥデーンカ駅                       | 6.8          | 61.2                 | 244.7              | ｜ | ■  | ｜ | ○  | ｜ | ｜ | ●  | ■  | ■  | オストラヴァ空港方面、ヴェルジョヴィツェ方面 279号線（ビーロヴェツ方面）                                            | モラヴィア・スレスコ州 | ノヴィー・イチーン郡 |
| 271    | イステブニーク駅                       | 7.9          | 69.1                 | 252.6              | ｜ | ｜ | ｜ | ｜ | ｜ | ｜ | ｜ | ●  | ■  | | モラヴィア・スレスコ州 | ノヴィー・イチーン郡 |
| 271    | ポランカ・ナド・オドロウ駅             | 4.4          | 73.5                 | 257.0              | ｜ | ｜ | ｜ | ｜ | ｜ | ｜ | ｜ | ｜ | ●  | | モラヴィア・スレスコ州 | オストラヴァ郡       |
| 271    | オストラヴァ・スヴィノフ駅             | 4.8          | 78.3                 | 261.8              | ■  | ■  | ●  | ■  | ■  | ■  | ●  | ■  | ■  | 316号線（オパヴァ方面）、321号線（チェシーン方面）                                                                  | モラヴィア・スレスコ州 | オストラヴァ郡       |
| 271    | オストラヴァ・マリアーンスケー・ホリ駅 | 2.9          | 81.2                 | 264.7              | ｜ | ｜ | ｜ | ｜ | ｜ | ｜ | ｜ | ｜ | ○  | | モラヴィア・スレスコ州 | オストラヴァ郡       |
| 271    | オストラヴァ本駅                       | 2.5          | 83.7                 | 267.2              | ■  | ■  | ■  | ■  | ■  | ■  | ●  | ■  | ■  | 323号線（フリードラント/チェシーン方面） ポーランド国鉄151号線（ワルシャワ方面）                                    | モラヴィア・スレスコ州 | オストラヴァ郡       |
| 271    | ボフミーン駅                           | 8.7          | 92.4                 | 275.9              | ●  | ■  | ■  | ■  | ●  | ●  | ■  | ■  | ■  | 320号線（モスティ方面） 326号線（ゼブジドヴィツェ→ワルシャワ方面） ポーランド国鉄151号線（リブニク→ワルシャワ方面） | モラヴィア・スレスコ州 | カルヴィナー郡       |

### 271号線支線（ストゥデーンカ - モシノフ・オストラヴァ空港）
2015年4月に開業した。全て各駅停車。
| 路線名 | 駅名                         | 駅間営業キロ | 累計営業キロ | 接続路線                         | 所在地                 | 所在地               |
| ------ | ---------------------------- | ------------ | ------------ | -------------------------------- | ---------------------- | -------------------- |
| 325    | ストゥデーンカ駅             | -            | 0.0          | プラハ/オストラヴァ方面、279号線 | モラヴィア・スレスコ州 | ノヴィー・イチーン郡 |
| 270    | セドルニツェ駅               | 7.5          | 7.5          | ヴェルジョヴィツェ方面           | モラヴィア・スレスコ州 | ノヴィー・イチーン郡 |
| 270    | モシノフ・オストラヴァ空港駅 | 3.0          | 10.5         |                                  | モラヴィア・スレスコ州 | ノヴィー・イチーン郡 |

### 271号線支線（ストゥデーンカ - ヴェルジョヴィツェ）
ストゥデーンカ - ヴェルジョヴィツェ線を参照。